# Retard scolaire
Le retard scolaire est le retard d'un élève par rapport à son niveau prévu, provoqué par un ou des redoublements ou une entrée tardive dans le système scolaire. Il peut également désigner un retard ponctuel à un cours. Il est lié à l'échec scolaire, mais connaît des causes très diverses (précocité intellectuelle dévalorisée, troubles d'apprentissage, maladie, etc.). Statistiquement, il est lié au milieu familial (revenu, profession et milieu culturel des parents).